# Openmoko

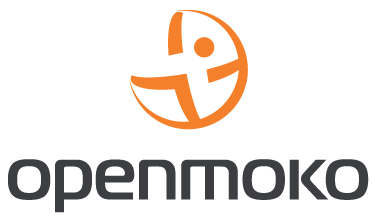
Логотип проекта Openmoko

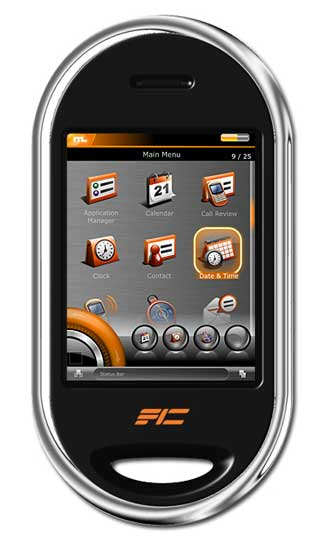
Neo 1973

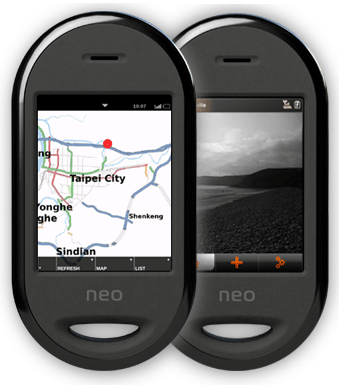
Neo FreeRunner

Openmoko (англ. Open Mobile Kommunikations) — платформа с открытым и свободным кодом на основе Linux для GSM-смартфонов.
Разработкой и выпуском самих смартфонов занимается компания FIC.
На данный момент существует два устройства с Openmoko: Neo 1973 и Neo FreeRunner.
Схемы печатных плат, расположение элементов вместе с исходными кодами доступны на сайте Openmoko.

## История
Компания анонсировала Openmoko как платформу следующего поколения своих смартфонов. Neo 1973, первая массовая модель, построенная на базе Openmoko, была представлена на конференции Open Source in Mobile в Амстердаме. Планировалось поступление в продажу весной 2008 года, стоимость анонсировалась порядка 450 долларов США за базовую модель и порядка 600 долларов за расширенный набор.
Опубликован план выпуска «свободного телефона» на платформе Openmoko, состоящий из трёх стадий.
- 11 февраля 2007 года, стадия 0: телефон был бесплатно разослан избранным разработчикам. Тогда же стал публично доступен исходный код дистрибутива Openmoko Linux. Вместе с этим стали доступны сайты, на которых можно будет купить телефон.
- Объявлено о начале продаж с 9 июля 2007 года, стадия 1: телефон в поставке для разработчиков можно было купить на коммерческом сайте.

В июне 2008 года началось массовое производство второй модели, названной Neo FreeRunner. В июле 2012 года стало известно, что OpenMoko закрывает проект, и принято решение раздать пары PID и VID своих устройств.

## Спецификацииплатформы
- Linux 2.6.21.3-moko10 (developers snapshot)
- xserver-kdrive X11R7.1-1.1.0-r7
- Matchbox (менеджер окон)
- GTK+ 2.6.10-r9
- Evolution Data Server eds-dbus 1.4.0
- Поддержка Qtopia Phone Edition компании Trolltech[4]

- Система управления пакетами Opkg (основана на ipkg).